# Карамышев, Виктор Николаевич
Ви́ктор Никола́евич Кара́мышев (род. 17 декабря 1966, Грязное, Курская область) — российский государственный и политический деятель. Заместитель Губернатора Курской области с 8 декабря 2021 года, глава города Курска (2019—2021). С 2016 по 2019 год — депутат Государственной Думы ФС РФ VII созыва. Член фракции «Единая Россия», член комитета Госдумы по контролю и Регламенту.

## Биография
С 1985 по 1987 год служил в рядах Советской армии. После демобилизации из армии поступил в Курский государственный педагогический институт, и в 1992 году окончил его по специальности «Учитель трудового обучения и общетехнических дисциплин». В 1999 году прошёл переподготовку по программе подготовки управленческих кадров для народного хозяйства РФ. В 2006 году прошёл переподготовку в Курском институте государственной и муниципальной службы. Защитил диссертацию в Российской академии государственной службы при Президенте РФ на тему «Институционализация развития предпринимательства в смешанной экономике». В 2010 году присуждена ученая степень кандидата экономических наук. Трудовую деятельность начал ещё будучи студентом Курского государственного педагогического института, с 1991 по 1992 год работал учителем труда и черчения в школе-интернате №3. С 1992 по 1993 год работал консультантом в областном центре занятости населения. С 1993 по 1994 год работал мастером производственного обучения центра профориентации в Курском педагогическом институте. С 1994 по 2001 год занимался частным предпринимательством, организовал и возглавил предприятие по производству мебели.
В 2001 году избран депутатом Курской областной Думы III созыва, работал в Думе на постоянной профессиональной основе. В 2006 году повторно избран депутатом Курской областной Думы IV созыва, работал на постоянной профессиональной основе, работал в комитете по бюджету и налогам. В 2011 году вновь избран депутатом Курской областной Думы V созыва, был избран председателем, однако из-за противоречий с губернатором добровольно сложил с себя полномочия председателя Думы в 2013 году. В 2014 году оставаясь депутатом перешёл на работу в Юго-Западный университет, работал доцентом кафедры, экономики, управления и политики, параллельно работал доцентом кафедры экономики и менеджмента Курского государственного медицинского университета.
В сентябре 2016 года баллотировался в Госдуму VII созыва по 110 одномандатному избирательному округу, по результатам выборов избран депутатом Государственной Думы.
Сопредседатель курского отделения Общероссийской общественной организации «Деловая Россия». Член регионального политического совета регионального отделения «Единой России».
20 июня 2019 года на внеочередном заседании Курского городского Собрания избран Главой города Курска.
6 декабря 2021 года ушёл в отставку в связи с назначением на пост заместителя губернатора Курской области. Приступил к работе в новой должности с 8 декабря. 7 декабря Депутаты городского собрания Курска на внеочередном заседании приняли досрочную отставку мэра Карамышева.

## Награды
- Медаль «За заслуги перед Отечеством» II степени (2002)[14]
- Памятный знак Губернатора Курской области «За труды и Отечество»
- Медаль «За заслуги перед Курской областью»
- Памятный знак «За труды и Отечество» (2007)[15]
- Почётная грамота Курской области (2002)[15]
- Почётная грамота Курской областной Думы (2004)[15]
- Почётная грамота Государственной Думы ФС РФ V созыва (2009)[15]
- Почётная грамота Государственной Думы ФС РФ VI созыва (2014)[15]
- Медалью «200 лет МВД России», медалью "290 лет прокуратуре России"
- Медаль «Совет Федерации. 15 лет» (2009)[15]
- Медаль «Совет Федерации. 20 лет» (2014)[15]
- Орден РПЦ «Святого благоверного князя Даниила Московского» III степени (2006)[15]
- Знаменская медаль РПЦ (2009)[15]
- Почётный знак Курской областной Думы «За вклад в развитие законодательства»
- Знак Федерации профсоюзов «За Содружество» за большой вклад в развитие социального партнёрства и плодотворное сотрудничество с профсоюзами
- Ведомственный знак отличия Федеральной службы государственной статистики - медаль «За труды в проведении Всероссийской сельскохозяйственной переписи» (2017)[15]
- Благодарственное письмо Президента РФ В.В. Путина за активную общественную деятельность (2016)[15]